# Roger Walmann
Roger Walmann, född 12 april 1953 i Porsgrund i Norge, är en norsk travtränare som är verksam vid Solvalla i Sverige.
Han har tränat stjärnhästar som Giant Diablo, Tamla Celeber, Colombian Necktie, Calamara Donna, D'One, Magic Tonight, Heavy Sound, Caddie Lisieux, Dibaba och Forfantone Am. Karriärens hittills största seger kom i Elitloppet 2015 där hans Magic Tonight segrade.

## Karriär
Walmann inledde sin tränarkarriär i hemlandet Norge. Han vann bland annat 1986 års upplaga av "VM-loppet" International Trot på Roosevelt Raceway i USA med hästen Habib. Han flyttade sin tränarverksamhet till Sverige 1991. Till en början hade han licens vid Sundbyholms travbana i Eskilstuna, men flyttade senare och tog licens vid Solvalla i Stockholm.
Walmann ses som en av pionjärerna när det gäller att enbart sköta träningen av hästarna och sedan anlita catch drivers (kuskar) som kör hans hästar i lopp. Han anlitar främst Örjan Kihlström och Kenneth Haugstad.
År 2019 valdes han in i Travsportens Hall of Fame.

## Tränarsegrar i större lopp

### Grupp 1-lopp
| År   | Lopp                                       | Häst              | Kusk               |
| ---- | ------------------------------------------ | ----------------- | ------------------ |
| 1995 | Breeders' Crown, 4-åriga hingstar/valacker | Imposant Sund     | Örjan Kihlström    |
| 2000 | Breeders' Crown, 4-åriga ston              | Glory and Gold    | Örjan Kihlström    |
| 2003 | E3-final, ston                             | Giant Diablo      | Örjan Kihlström    |
| 2003 | E3-final, ston                             | Giant Diablo      | Örjan Kihlström    |
| 2003 | Svenskt Trav-Oaks                          | Giant Diablo      | Örjan Kihlström    |
| 2003 | Breeders' Crown, 4-åriga ston              | Countess Tomali   | Örjan Kihlström    |
| 2004 | Drottning Silvias Pokal                    | Giant Diablo      | Örjan Kihlström    |
| 2004 | Stochampionatet                            | Giant Diablo      | Örjan Kihlström    |
| 2004 | Svenskt Trav-Oaks                          | Alexia Ås         | Örjan Kihlström    |
| 2005 | St. Michel Ajo                             | Giant Diablo      | Örjan Kihlström    |
| 2006 | Sundsvall Open Trot                        | Giant Diablo      | Örjan Kihlström    |
| 2006 | Svenskt Travderby                          | Colombian Necktie | Thomas Uhrberg     |
| 2007 | E3-final (korta), ston                     | Nursery Rhyme     | Örjan Kihlström    |
| 2008 | Konung Gustaf V:s Pokal                    | Dust All Over     | Örjan Kihlström    |
| 2008 | Sprintermästaren                           | Dust All Over     | Örjan Kihlström    |
| 2008 | E3-final (korta), hingstar/valacker        | Conrads Epilog    | Johan Untersteiner |
| 2009 | Stochampionatet                            | Calamara Donna    | Örjan Kihlström    |
| 2009 | Derbystoet                                 | Calamara Donna    | Örjan Kihlström    |
| 2010 | E3-final (långa), ston                     | Tamla Celeber     | Örjan Kihlström    |
| 2010 | E3-final (korta), ston                     | Tamla Celeber     | Örjan Kihlström    |
| 2010 | Svenskt Trav-Oaks                          | Tamla Celeber     | Örjan Kihlström    |
| 2010 | Breeders' Crown, 4-åriga ston              | Stepping Space    | Johan Untersteiner |
| 2011 | Drottning Silvias Pokal                    | Tamla Celeber     | Örjan Kihlström    |
| 2011 | Stochampionatet                            | Tamla Celeber     | Örjan Kihlström    |
| 2011 | Grosser Preis von Deutschland              | Tamla Celeber     | Örjan Kihlström    |
| 2012 | Ulf Thoresens Minneslopp                   | Pojke Kronos      | Örjan Kihlström    |
| 2012 | Europeiskt championat för ston             | Tamla Celeber     | Örjan Kihlström    |
| 2012 | Europeiskt treåringschampionat             | Noble Knight      | Johan Untersteiner |
| 2013 | E3-final, ston                             | Mellby Briolett   | Johan Untersteiner |
| 2013 | Svenskt Trav-Oaks                          | D'One             | Örjan Kihlström    |
| 2015 | Elitloppet                                 | Magic Tonight     | Örjan Kihlström    |
| 2015 | E3-final (korta), hingstar/valacker        | Heavy Sound       | Kenneth Haugstad   |
| 2015 | Grosser Preis von Deutschland              | Exodus Hanover    | Kenneth Haugstad   |
| 2015 | Svenskt Trav-Oaks                          | Spoil Me          | Kenneth Haugstad   |
| 2018 | Drottning Silvias Pokal                    | Dibaba            | Örjan Kihlström    |
| 2019 | Breeders' Crown, 4-åriga hingstar/valacker | Forfantone Am     | Örjan Kihlström    |
| 2022 | E3-final (långa), hingstar/valacker        | Bedazzled Sox     | Torbjörn Jansson   |

### Grupp 2-lopp
| År   | Lopp                             | Häst           | Kusk               |
| ---- | -------------------------------- | -------------- | ------------------ |
| 2004 | Fyraåringseliten för ston        | Giant Diablo   | Örjan Kihlström    |
| 2004 | E3-revanschen, ston              | Alexia Ås      | Örjan Kihlström    |
| 2005 | Gulddivisionens final, nov       | Giant Diablo   | Hans-Owe Sundberg  |
| 2006 | Stosprintern                     | Flicka Kronos  | Örjan Kihlström    |
| 2007 | Europamatchen                    | Speeden        | Örjan Kihlström    |
| 2008 | Norrlands Grand Prix             | Dust All Over  | Örjan Kihlström    |
| 2008 | E3-revanschen, hingstar/valacker | Conrads Epilog | Johan Untersteiner |
| 2010 | Gulddivisionens final, juli      | Dust All Over  | Thomas Uhrberg     |
| 2010 | E3-revanschen, ston              | Helen Roc      | Örjan Kihlström    |
| 2014 | Årjängs Stora Sprinterlopp       | Magic Tonight  | Johan Untersteiner |
| 2016 | Europamatchen                    | Exodus Hanover | Örjan Kihlström    |
| 2017 | Stosprintern                     | Caddie Lisieux | Kenneth Haugstad   |

### Övriga
| År   | Lopp                                 | Häst              | Kusk               |
| ---- | ------------------------------------ | ----------------- | ------------------ |
| 1986 | International Trot                   | Habib             | Ulf Thoresen       |
| 1995 | Gunnar Nordins Lopp                  | Imposant Sund     | Örjan Kihlström    |
| 1996 | Gösta Nordins Lopp                   | Imposant Sund     | Örjan Kihlström    |
| 2000 | Gunnar Nordins Lopp                  | Glory and Gold    | Örjan Kihlström    |
| 2003 | Gösta Nordins Lopp                   | Dream Shogun      | Örjan Kihlström    |
| 2007 | Big Noon-pokalen                     | Dust All Over     | Örjan Kihlström    |
| 2007 | Allerage Farms Open Trot             | Giant Diablo      | Johan Untersteiner |
| 2008 | Prix Cagnes-sur-Mer                  | Rune U.S.         | Örjan Kihlström    |
| 2009 | Prix de Lille                        | Colombian Necktie | Örjan Kihlström    |
| 2012 | Breeders Crown Open Mare Trot        | Tamla Celeber     | Brian Sears        |
| 2013 | Prix Cagnes-sur-Mer                  | Magic Tonight     | Örjan Kihlström    |
| 2014 | Prins Carl Philips Jubileumspokal    | Magic Tonight     | Johan Untersteiner |
| 2015 | Fresh Yankee Mare Trot               | D'One             | Örjan Kihlström    |
| 2015 | Muscle Hill Open Mare Trot           | D'One             | Örjan Kihlström    |
| 2015 | Allerage Farms Mares Open Trot       | D'One             | David Miller       |
| 2015 | Breeders Crown Open Mare Trot        | D'One             | David Miller       |
| 2017 | Margaretas Tidiga Unghästserie, mars | Caddie Lisieux    | Kenneth Haugstad   |
| 2018 | Bronsdivisionens final, juni         | Urban Kronos      | Örjan Kihlström    |
| 2019 | Margaretas Tidiga Unghästserie, jan  | S.G.Maleficent    | Kenneth Haugstad   |
| 2019 | Diamantstoets final, mars            | Odessa Celeber    | Kenneth Haugstad   |